# Aerangis pulchella
Aerangis pulchella é uma espécie de orquídea monopodial epífita, família Orchidaceae, que habita o noroeste de Madagascar.